# Polyodaspis robusta
Polyodaspis robusta är en tvåvingeart som först beskrevs av Lamb 1918.  Polyodaspis robusta ingår i släktet Polyodaspis och familjen fritflugor. Inga underarter finns listade i Catalogue of Life.